# Museo casa De Gasperi
Het Museo casa De Gasperi (Nederlands: Museum Huis van De Gasperi) is een Italiaans museum in Pieve Tesino. Het museum is in 2006 opgericht. Het museum is gevestigd in het geboortehuis van de Italiaanse politicus Alcide De Gasperi. In 2014 kreeg het museum het Europees Erfgoedlabel.